# أوسكار شو
أوسكار شو (بالإنجليزية: Oscar Shaw)‏ هو ممثل أمريكي، ولد في 11 أكتوبر 1887 بفيلادلفيا في الولايات المتحدة، وتوفي في 6 مارس 1967 في الولايات المتحدة.

## وصلات خارجية
- أوسكار شو على موقع IMDb (الإنجليزية)
- أوسكار شو على موقع أول موفي (الإنجليزية)
- أوسكار شو على موقع قاعدة بيانات برودواي على الإنترنت (الإنجليزية)
- أوسكار شو على موقع قاعدة بيانات الأفلام السويدية (السويدية)
- أوسكار شو على موقع قاعدة بيانات الفيلم (الإنجليزية)